# فلاديمير إيليك
فلاديمير إيليك قالب:Lang-sr-el هو لاعب كرة قدم صربي في مركز الدفاع، ولد في 24 فبراير 1999 في سريمسكا ميتروفيتشا في صربيا. لعب مع FK Dinamo Vranje ‏.

## وصلات خارجية
- فلاديمير إيليك على موقع قاعدة بيانات كرة القدم.إي يو (الإنجليزية)
- فلاديمير إيليك على موقع Soccerway.com (الإنجليزية)